# گیلبرت گرس
گیلبرت گرس (انگلیسی: Gilbert Gress؛ زادهٔ ۱۴ دسامبر ۱۹۴۱) بازیکن فوتبال و مربی فوتبال اهل سوئیس است.
از باشگاه‌هایی که در آن بازی کرده‌است می‌توان به باشگاه فوتبال استراسبورگ، و باشگاه فوتبال المپیک مارسی، باشگاه فوتبال اشتوتگارت، اشاره کرد.
وی همچنین در تیم ملی فوتبال فرانسه بازی کرده‌است.